# Lesoto nos Jogos Olímpicos de Verão de 1996
Lesoto participou dos Jogos Olímpicos de Verão de 1996 em Atlanta, Estados Unidos. A delegação foi composta por nove desportistas que competiram apenas no atletismo.

## Desempenho

### Atletismo
Masculino
| Mpho Morobe                                                   | 400 m               | 47.54   | 7º/bat. 4 | Não avançou | Não avançou | Não avançou | Não avançou | Não avançou | Não avançou |             |             |
| Thabisio Ralekhetla                                           | Maratona            |         |           |             |             |             |             | 2:18:26     | 29º         |             |             |
| Isaac Seatile Motlatsi Maseela Makoekoe Mahanetsa Mpho Morobe | Revezamento 4x400 m | 3:15.67 | 7º/bat. 2 |             |             | Não avançou | Não avançou | Não avançou | Não avançou | Não avançou | Não avançou |

Feminino
| Atleta                                                             | Evento              | Eliminatórias | Eliminatórias | Final       | Final       |
| Atleta                                                             | Evento              | Res.          | Pos.          | Res.        | Pos.        |
| ------------------------------------------------------------------ | ------------------- | ------------- | ------------- | ----------- | ----------- |
| Sebongile Sello M'apotlaki Ts'elho Nteboheleng Koaeana Lineo Shoai | Revezamento 4x100 m | DSQ           | DSQ           | Não avançou | Não avançou |

Legenda
| Recorde mundial      | Recorde mundial (World record)               |                       | Recorde africano                      | Recorde africano (African) |                                           | Q | Classificado por posição (Qualified) |
| Recorde olímpico     | Recorde olímpico (Olympic record)            | Recorde da América    | Recorde da América (Americas)         | q                          | Classificado por melhor tempo (Qualified) |   |                                      |
| Melhor marca do ano  | Melhor marca do ano (World leading)          | Recorde asiático      | Recorde asiático (Asian)              | DNS                        | Não largou (Did not start)                |   |                                      |
| Recorde nacional     | Recorde nacional (National record)           | Recorde europeu       | Recorde europeu (European)            | DNF                        | Não terminou (Did not finish)             |   |                                      |
| Recorde pessoal      | Recorde pessoal do atleta (Personal best)    | Recorde da Oceania    | Recorde da Oceania (Oceania)          | DSQ / DQ                   | Desclassificado (Disqualified)            |   |                                      |
| Recorde da temporada | Recorde da temporada do atleta (Season best) | Recorde sul-americano | Recorde sul-americano (South America) | NM                         | Sem marca (No mark)                       |   |                                      |